# Ruhatetű

Napóleon maradék seregei visszavonulnak Moszkvából. A sereg jelentős része tetvek által terjesztett fertőzések áldozata lett.

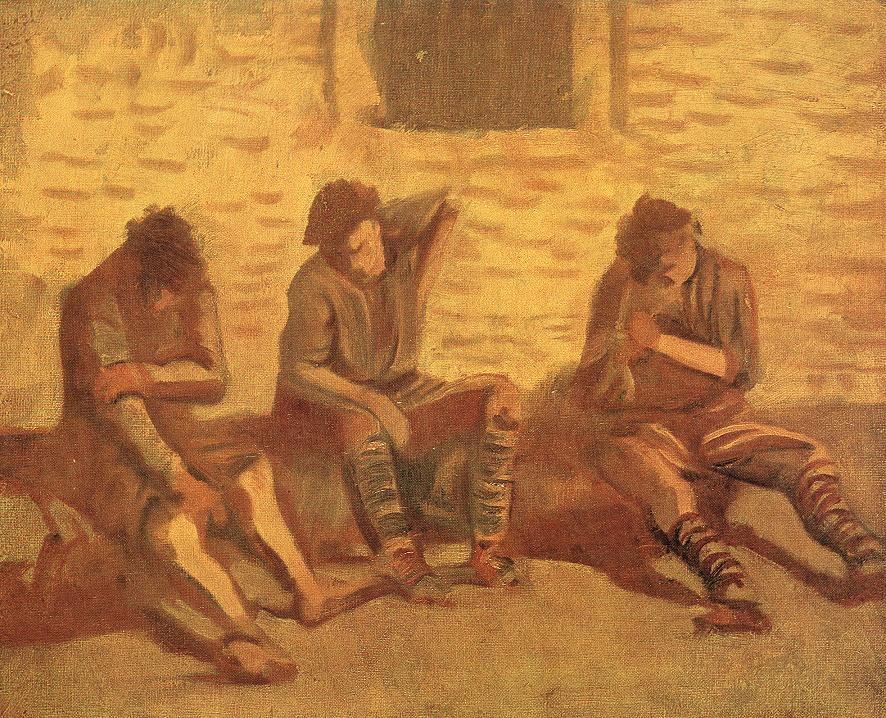
Tetvészkedő katonák - Mednyánszky László, 1914 körül

A ruhatetű (Pediculus humanus humanus, vagy sokszor P. h. corporis) emberen élő obligát ektoparazita. Szárnyatlan, vérszívó rovar, mely teljes életciklusát az emberi testen és ruházatban éli. Csak az emberben képes tartósan fennmaradni, állatokat nem fertőz. Egy fajba (Pediculus humanus) tartozik a fejtetűvel (P. h. capitis). Korábban külön fajként, de manapság inkább alfajként kezelik őket, mint a jelen szócikkben is. Valójában egyazon faj eltérő habitatra specializálódott ökotípusai. Hasonló kinézetűek, csak alapos mikroszkópi mérésekkel lehet apró morfológiai eltéréseket találni köztük. A fő különbség az, hogy a fejtetű az emberi hajban él és nem hordoz fertőző betegségeket, a ruhatetű pedig az emberi ruházat belső felületén él és fertőző betegségeket terjeszthet. Egy másik emberi élősködő, a lapostetű nem közeli rokona a ruhatetűnek és a fejtetűnek (nem tartozik ugyanazon nemzetségbe).

## Eredete, elterjedése és életmódja
Az emberi Pediculus tetvek (ruhatetű és fejtetű) legközelebbi rokona a csimpánzon élő Pediculus schaeffi, tehát minden jel szerint fajunk kialakulása óta folyamatosan együtt élünk velük. Genetikai vizsgálatok szerint a fejtetvektől elkülönülő első ruhatetű vonalak mintegy százezer évesek.
A ruhatetű fertőzöttség és az esetleg hozzá társuló mikrobiális fertőzések elsősorban rossz higiéniai körülmények között, nyomorban, háborúban, fogolytáborokban és manapság a hajléktalanok körében jelentkezik tömeges problémaként.
Élete nagy részét az emberi ruházat (pl. fehérnemű) belső, testtel érintkező felületén tölti. Rendszerint a varratok mentén lapul, és ide rakja petéit is. Csak vérszívások alkalmával található közvetlenül az emberi testen.

## Orvosi jelentősége
A szívásnyomok kellemetlen viszketést okoznak. A ruhatetvek veszedelmes fertőzések, így a kiütéses tífusz, a lövészárok láz és a visszatérő láz kórokozóit (Rickettsia prowazekii, Bartonella quintana és Borrelia recurrentis) is terjeszthetik.

## Történelmi kapcsolata
A tetvek által terjesztett fertőzések különösen a nagy, tartós háborúk idején tizedelik meg az embereket. Jellemző példa Napóleon császár 1812-es oroszországi hadjárata. Az 500 ezres francia sereg a világon az első himlő ellen vakcinázott hadserege volt. Azonban az orosz télben Moszkvából utánpótlás nélkül visszavonuló, éhező és fázó sereg 80%-a odaveszett. Egy Vilnius-környéki tömegsírban fellelt maradványok genetikai elemzése azt mutatja, hogy a veszteségek mintegy harmadát a ruhatetvek által terjesztett fertőzések okozták.